# بخش مرکزی شهرستان باخرز
بخش مرکزی شهرستان باخَرْز یکی از بخش‌های شهرستان باخرز در استان خراسان رضوی ایران است که در مرداد ماه سال ۱۳۸۹ از دهستان به بخش ارتقاء یافت.

## تقسیمات کشوری
بخش مرکزی شهرستان باخرز به مرکزیت شهر باخرز شامل:
- دهستان مالین
- دهستان دشت ارزنه